# Mayhem to Madness
Mayhem to Madness è il sesto album del girl group australiano The McClymonts, pubblicato il 12 giugno 2020.

## Tracce
1. Part Time Phase – 3:13
2. I Got This – 3:11
3. Free Fall – 3:18
4. Looking for Perfect – 4:31
5. Open Heart – 2:50
6. Lighthouse Home – 3:11
7. Little Lies – 3:38
8. Good Advice – 3:24
9. Wish You Hell – 3:36
10. Backfired – 3:14

## Classifiche
| Classifica (2020) | Posizione massima |
| ----------------- | ----------------- |
| Australia         | 3                 |